# Bryan Craig

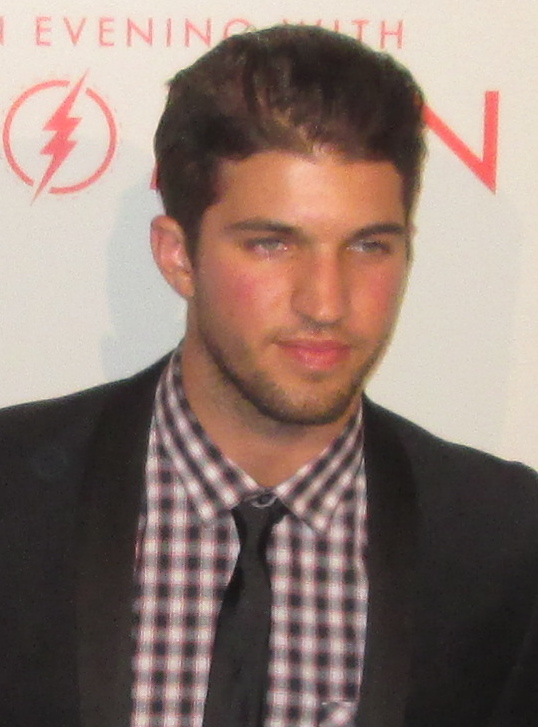
Bryan Craig (2014)

Bryan Allen Craig (* 27. Oktober 1991 in Boca Raton, Florida) ist ein US-amerikanischer Schauspieler.

## Karriere
Craig wurde im Oktober 1991 in Boca Raton, Florida, geboren. Seine erste Schauspielrolle war im Alter von vierzehn Jahren im Film Off the Chain aus dem Jahr 2005. Später verließ er Florida, um eine Schauspielkarriere in Los Angeles zu verfolgen.
Nach seinem Umzug nach Los Angeles wurde Craig 2011 für die Rolle des Justin im Fernsehfilm Christmas Spirit besetzt. Als Nächstes trat Craig 2011 jeweils in einer Episoden von True Jackson und The Nine Lives of Chloe King auf und verkörperte zwischen Juli 2011 und Juni 2012 die wiederkehrende Rolle des Blake Dunkirk in Bucket & Skinner.
Bekanntheit erlangte Craig in den Vereinigten Staaten durch die Rolle des Morgan Corinthos in der ABC-Soap General Hospital, die er im Mai 2013 übernahm. Nach knapp dreieinhalb Jahren verließ Craig die Soap im Oktober 2016. Im Januar 2018 absolvierte er einen Gastauftritt. Für diese Rolle erhielt Craig zwischen 2014 und 2017 bei den Daytime Emmy Awards in der Kategorie Outstanding Younger Actor in a Drama Series  eine Nominierung. 2016 und 2017 kehrte er den Preis gewinnen.
In der kurzlebigen The-CW-Fernsehserie Valor verkörperte Craig die Rolle des Sergeant Adam Coogan. Eine weitere Hauptrolle ergatterte Craig in der ABC-Dramaserie Grand Hotel, die auf der gleichnamigen spanischen Fernsehserie basiert. In dieser spielte er die Rolle des Javi Mendoza.
Zwischen 2013 und 2016 war Craig mit der Schauspielerin Kelly Thiebaud liiert.

## Filmografie (Auswahl)
- 2005: Off the Chain
- 2011: Christmas Spirit (Fernsehfilm)
- 2011: The Nine Lives of Chloe King (Fernsehserie, Episode 3x10)
- 2011: True Jackson (True Jackson, VP, Fernsehserie, Episode 3x10)
- 2011–2012: Bucket & Skinner (Bucket & Skinner’s Epic Adventures, Fernsehserie, 6 Episoden)
- 2013–2016, 2018: General Hospital (Seifenoper)
- 2017–2018: Valor (Fernsehserie, 9 Episoden)
- 2019: Grand Hotel (Fernsehserie, 13 Episoden)
- 2022–2024: Good Trouble (Fernsehserie)